# Philonotis perconferta
Philonotis perconferta är en bladmossart som beskrevs av Brotherus 1897. Philonotis perconferta ingår i släktet källmossor, och familjen Bartramiaceae. Inga underarter finns listade i Catalogue of Life.